# Congo-Kinshasa op de Olympische Zomerspelen 2000
Congo-Kinshasa nam deel aan de Olympische Zomerspelen 2000 in Sydney, Australië. Net als tijdens alle eerdere deelnames werd geen medaille gewonnen.

## Deelnemers en resultaten

### Atletiek
| Olympiër             | Discipline   | Resultaat | Prestatie                  |
| -------------------- | ------------ | --------- | -------------------------- |
| Willy Kalombo Mwenze | marathon (m) | DNF       | niet gefinisht             |
|                      |              |           |                            |
| Akonga Nsimbo        | 100m (v)     | 66e       | serie 7: 7de in 12,51 (NR) |
| Akonga Nsimbo        | 200m (v)     | 49e       | serie 4: 7de in 25,35 (NR) |